# Koersgrafiek

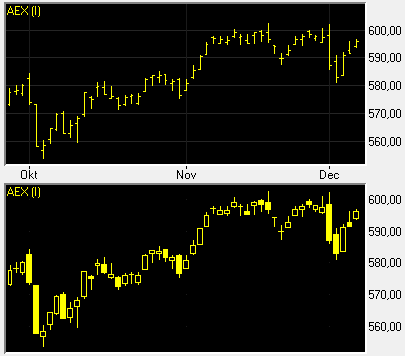
Voorbeeld koersbars: Open-hoog-laag-slot (boven) en Candlesticks (beneden)

Een koersgrafiek geeft het prijs- of koersverloop van een aandeel, optie, obligatie of ander verhandelbaar goed weer in een grafiek.
Een koersgrafiek voor langere termijn heeft verticaal soms een logaritmische schaal. Een bepaalde relatieve koersverandering ziet er dan bij een laag en een hoog koersniveau hetzelfde uit.
Tijdens een handelsdag kan de koers van een aandeel flink bewegen. Omdat de technische analist zo veel mogelijk informatie in zijn grafiek wil verwerken probeert men intraday bewegingen mee te nemen.
Tijdens een handelsdag zijn er vier koersen vast te stellen:
- Openingskoers
- Hoogste koers
- Laagste koers
- Slotkoers

Op basis van deze informatie kunnen twee soorten grafieken worden samengesteld, n.l.:
- Bar chart
- Candlestick chart

## Barchart

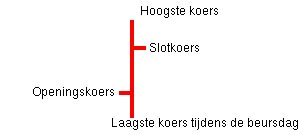
Koersbar: Open-hoog-laag-slot

Een barchart is samengesteld uit zogenoemde bars, elke bar stelt een bepaalde periode voor, normaal gesproken worden de Openings-, Hoogste, Laagste en Slotkoersen van een dag in een bar verwerkt, ook wel End of Day-koersen genoemd.
Maar wanneer men naar de langere termijn kijkt is het ook mogelijk om de O/H/L/S koersen van een week of een maand in een bar te verwerken.
Wanneer men juist naar de intradaybewegingen kijkt dan worden de O/H/L/S koers van 1, 5, 10, 15, 30 of 60 minuten in een bar verwerkt.

## Candlestick

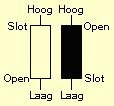
Candlestick

Met dezelfde informatie, O/H/L en Slotkoersen, kan een zogenoemde candlestick worden samengesteld.
Het dikke gedeelte van de candlestick, het lichaam genoemd, stelt de open en de slotkoers voor. Als de opening hoger is dan het slot is het lichaam gevuld. Als de opening lager is dan het slot is het lichaam open. De dunne lijnen boven en onder het lichaam, schaduwen genoemd, stellen de hoogste en laagste koers voor.
De Candlesticks zijn afkomstig uit Japan en werden in de rijsthandel gebruikt. Pas eind jaren tachtig werden ze populair onder de Technische Analisten.
Wanneer er meerdere Candlesticks achter elkaar staan, kunnen er patronen in worden herkend, zogenaamde koersformaties, er bestaan tientallen formaties die volgens de aanhangers van deze methode een voorspellende waarde hebben.

## Point & figure

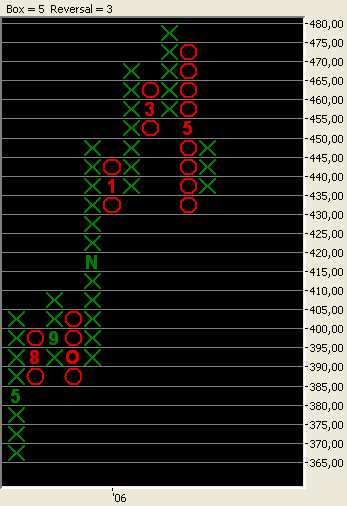
Poin & Figure chart

Naast de Barchart en de Candlesticks bestaat er nog een andere manier om de koersen grafisch weer te geven, nl. de Point & Figure grafiek.
Het koersverloop van een fonds wordt in een Point & Figure grafiek afgebeeld met een "x" en "o" teken. Een stijgende trend wordt aangegeven met een "x" en een dalende trend met een "o".
Ieder teken representeert een vaste koersstap: de box size. Een trend wordt verticaal weergegeven, waardoor de tijdas niet direct te volgen is. De overgang van een stijgende naar een dalende trend of andersom wordt bepaald door de op te geven omslaggrootte (reversal size).